# Георгій Трингов
Георгій Трингов (болг. Георги Петров Трингов; нар. 7 березня 1937, Пловдив — 3 липня 2000 там само) — болгарський шахіст, гросмейстер від 1963 року.

## Шахова кар'єра
Від середини 1950-х до середини 1980-х років належав до числа провідних болгарських шахістів. Неодноразово брав участь у фіналі чемпіонату Болгарії, тричі (1963, 1981, 1985), вигравши титул чемпіона країни. Завдяки перемозі 1964 року на зональному турнірі (відбіркового циклу чемпіонату світу) у Кечкеметі кваліфікувався на міжзональний турнір, який відбувся 1965 року в Амстердамі, де посів 15-те місце.
Неодноразово представляв Болгарію на командних змаганнях, зокрема:
- дванадцять разів на шахових олімпіадах (1956, 1958, 1962, 1964, 1966, 1968, 1970, 1972, 1974, 1978, 1980, 1982); дворазовий призер: в командному заліку — бронзовий (1968) і в особистому заліку — золотий (1978 — на 3-й шахівниці)[3],
- чотири рази на командних чемпіонатах Європи (1970, 1977, 1980, 1983)[4],
- п'ять разів на BŁĄD; чотириразовий призер: в командному заліку — золотий (1959), двічі срібний (1957, 1958) і бронзовий (1963)[5],
- десять разів на BŁĄD; десятиразовий призер: в командному заліку — двічі золотий (1973, 1982), п'ять разів срібні (1971, 1972, 1975, 1976, 1979) і тричі бронзовий (1977, 1978, 1980)[6].

Досягнув багатьох успіхів на міжнародних турнірах, зокрема в таких містах, як Сараєво (1970, турнір Босна, поділив 3-тє місце), Варна (1970, поділив 3-тє місце), Чачак (1970, поділив 3-тє місце), Гавана (1971, посів 3-тє місце), Врнячка-Баня (1973, поділив 3-тє місце і 1982, посів 3-тє місце), Вршац (1973, Меморіал Борислава Костіча, поділив 1-місце разом з Бруно Пармою), Бірмінгем (1974, посів 2-ге місце), Крагуєваць (1974, посів 2-ге місце), Пловдив (1975, посів 2-ге місце; 1977, посів 1-ше місце і 1980, посів 1-ше місце), Вінковці (1976, поділив 3-тє місце), Вербас (1976, поділив 3-тє місце), Белград (1977, поділив 2-ге місце і 1979, поділив 3-тє місце), Ниш (1979, 3-тє місце), Штип (1977, поділив 3-тє місце), Сомбор (1980, посів 3-тє місце), Бар (1980, поділив 3-тє місце), Смедереве (1980, поділив 1-ше місце) і Осієк (1982, посів 3-тє місце).
Найвищий рейтинг Ело в кар'єрі мав станом на 1 січня 1977 року, досягнувши 2495 очок займав тоді 2-ге місце (позаду Івана Радулова) серед болгарських шахістів.